# Miklós Jancsó
Miklós Jancsó (IPA: [ˈmikloːʃ ˈjɒnt͡ʃoː]) (Vác, 27 settembre 1921 – Budapest, 31 gennaio 2014) è stato un regista e sceneggiatore ungherese.

## Biografia

### I primi film
Miklós Jancsó nacque a Vác, nell'Ungheria Centrale, il 27 settembre 1921 da padre ungherese, Sándor Jancsó, e da madre rumena, Angela Poparada. Dopo gli studi in un collegio religioso, dal 1939 al 1944 studia giurisprudenza, etnologia e storia dell'arte a Kolozsvár, in Transilvania (al secolo parte dell'Ungheria). Dopo la fine della seconda guerra mondiale, studia cinema presso l'Accademia d'Arte Teatrale e Cinematografica di Budapest. 
Con la proclamazione della Repubblica Popolare d'Ungheria nel dopoguerra, Jancsó, orientatosi dunque verso i principi del socialismo, aderí ai cosiddetti collegi popolari, nati con lo scopo di rifondare su basi socialiste la cultura nazionale e di creare una coscienza di classe nei figli dei contadini e degli operai per la costruzione di un'autentica "democrazia popolare". In questo periodo gira numerosi cortometraggi documentaristici, alcuni dei quali maturati durante un viaggio nella Repubblica Popolare Cinese.
Dal matrimonio con Katalin Wowesznyi, sua moglie dal 1949, nascono Nyika (Miklós Jancsó Jr., 1952) e Babus (Katalin Jancsó, 1955). Nel periodo di incertezza politica della destalinizzazione, contrassegnate dallo scoppio della Rivoluzione ungherese del 1956 e la conseguente ascesa al potere di Imre Nagy (che preme affinché l'Ungheria esca dal Patto di Varsavia e riformi il proprio assetto sociopolitico, a partire dall'eliminazione del monopartitismo rappresentato dal Partito dei Lavoratori Ungheresi), repressa poi dall'intervento militare dell'Armata Rossa nell'autunno dello stesso anno, si forma il cosiddetto "Nuovo cinema ungherese", di cui Miklós Jancsó sarà uno degli esponenti più autorevoli.
Il suo primo lungometraggio, Le campane sono partite per Roma (A harangok Rómába mentek, 1958), è ambientato nell'aprile del 1945 e termina con la liberazione del paese dalle forze armate naziste da parte dell'Armata Rossa. Dopo il divorzio da Katalin Wowesznyi, sposa la regista Márta Mészáros nel 1958. Nel 1959 conosce l'autore e sceneggiatore Gyula Hernádi, che collaborerà con lui fino alla sua morte nel 2005. Il film successivo, Sciogliere e legare (Oldás és kötés, 1963), mette in scena il dilemma esistenziale di un intellettuale sulla falsariga della poetica di Michelangelo Antonioni. Sono venuto così (Így jöttem, 1964), storia dell'amicizia tra un ungherese e un russo alla fine della guerra, segna un primo avvicinamento ai temi dei film maggiori.

### Gli anni sessanta
Jancsó conquista la notorietà internazionale con una trilogia sui momenti fondamentali della storia ungherese che definisce il suo stile personale. Ridotta ai minimi l'importanza del contesto storico ed eliminata la complessità psicologica dei personaggi, Jancsó mette in scena complesse riflessioni sul potere, la repressione e l'intercambiabilità dei ruoli di vittima e carnefice. Distaccandosi dai moduli naturalistici più convenzionali, il suo stile si fa progressivamente più stilizzato, con scene di massa organizzate in rigorosi moduli geometrici e filmate con lunghi piani-sequenza.
I disperati di Sandór (Szegénylegények, 1964), primo film della trilogia, rivela Jancsó al pubblico internazionale. Ambientato nel 1848, durante la repressione dei moti guidati da Sándor Petőfi, è una gelida riflessione sui temi della violenza e della ribellione. L'armata a cavallo (Csillagosok, katonák, 1967), ambientato nella Repubblica Russa durante la Rivoluzione, radicalizza ulteriormente il suo stile facendo a meno di una trama convenzionale e aumentando la complessità delle coreografie. Il terzo film, Silenzio e grido (Csend és kiáltás, 1968), ambientato nel 1919, durante la repressione della Repubblica dei consigli da parte dell'ammiraglio Miklós Horthy, adatta la messa in scena della violenza repressiva a un contesto individuale (anche se estremamente ellittico e privo delle convenzionali motivazioni psicologiche) inscenando gli ambigui rapporti tra un comunista ricercato, l'ufficiale che gli dà la caccia, il contadino che lo ospita e la moglie di quest'ultimo.
Nel 1969 Jancsó abbandona temporaneamente l'ambientazione storica per girare Venti lucenti (Fényes szelek), ispirato alla contestazione studentesca che sta scuotendo l'Europa. In seguito il film sarà adattato in uno spettacolo teatrale di successo. Nello stesso anno conosce la giornalista e sceneggiatrice italiana Giovanna Gagliardo, che diventerà sua collaboratrice e compagna di vita.
L'anno successivo torna ai suoi moduli più abituali con una quadrilogia dedicata alle origini ideologiche del fascismo. Scirocco d'inverno (Sirokkó, 1969) ricostruisce l'attentato del 1934 contro il re Alessandro I di Jugoslavia da parte di un gruppo di ustascia. Nel 1970 si trasferisce a Roma insieme alla Gagliardo, con cui realizza La pacifista, con protagonista Monica Vitti, un tentativo (unanimemente considerato poco riuscito) di adattare la messa in scena stilizzata che gli è tipica ai moduli del cinema politico italiano. Con Agnus dei (Égi bárány, 1971) torna a raccontare la repressione del regime di Horthy. Gira poi per la RAI La tecnica e il rito (1972), in cui Attila incarna sia il compito ideologico e intellettuale del potere sia il suo ruolo repressivo e violento.

### Gli anni settanta
Negli anni settanta Jancsó radicalizza ulteriormente le scelte formali, integrando la messa in scena con coreografie sempre più complesse ed ancor più cariche di simbolismo, fatte di danze e canti. Il primo passo in questa nuova direzione è segnato da Salmo rosso (Még kér a nép, 1973), in cui una rivolta contadina si carica di significati universali mediante un complesso apparato simbolico.
Dopo il film televisivo Roma rivuole Cesare (1974), una nuova riflessione sulla responsabilità del potere, Jancsó raggiunge l'apice della sua ricerca formale con Elettra, amore mio (Szerelmem, Elektra, 1974). Lasciatosi alle spalle la storia, il suo cinema affronta la dimensione del mito trasformando i personaggi in figure puramente allegoriche e dilatandone la complessità formale con un uso labirintico di riferimenti simboli, coreografie, composizioni visive e musicali, con risultati espressivi inediti.
In seguito lo stile del regista comincia a mitigarsi, tornando a soluzioni artistiche più tradizionali. Di nuovo in Italia, nel 1976 presenta Vizi privati, pubbliche virtù, una rilettura alquanto libera e in chiave ribellistica ed erotica dei fatti di Mayerling, pesantemente stroncato dalla critica e che alla sua uscita fece gridare allo scandalo, ma che di contro riscosse un certo successo commerciale.
Il decennio si chiude con una trilogia "incompleta" dal titolo Vitam et sanguinem, che avrebbe dovuto raccontare la storia dell'Ungheria dal 1911 al 1945 attraverso le vicende di due fratelli, figli di un proprietario terriero e ufficiali dell'esercito. I primi due film, Rapsodia ungherese (Magyar rapszódia, 1979) e Allegro barbaro (1979), vengono presentati al Festival di Cannes; la terza parte, Concerto, non viene realizzata, lasciando di fatto l'intero progetto incompiuto.

### Gli ultimi film
Il cuore del tiranno (A zsarnok szíve, avagy Boccaccio Magyarországon, 1981), storia di un despota ungherese coinvolto in intrighi di palazzo e rappresentazioni teatrali, è l'ultimo film nel suo tipico stile. 
Nei film successivi, che hanno scarsissima diffusione al di fuori dell'Ungheria, Jancsó abbandona definitivamente la stilizzazione allegorica a favore di una messa in scena tradizionale e dell'ambientazione contemporanea. L'aube (1985), dal romanzo di Elie Wiesel, è la storia di un colono sionista incaricato dalla propria cellula di uccidere un ufficiale inglese - loro ostaggio - durante il Mandato britannico della Palestina. Con La stagione dei mostri (Szörnyek évadja, 1987) e L'oroscopo di Gesù Cristo (Jézus Krisztus horoszkópja, 1988) mette in scena i turbamenti e gli sconvolgimenti sociopolitici che di lì a poco porteranno alla caduta dei regimi comunisti del Blocco Orientale. 	 	
Nel 1990 gli è stato assegnato il Leone d'oro alla carriera al Festival di Venezia.
Nel 1999 riscosse un grandissimo successo al botteghino ungherese con la commedia musicale A Pest il Signore mi ha messo una lanterna nelle mani (Nekem lámpást adott kezembe az ur Pesten).
Miklós Jancsó è morto a Budapest il 31 gennaio 2014, all'età di 92 anni. Suo figlio Dávid, nato dal matrimonio con la sua terza e ultima moglie, la montatrice Zsuzsa Csákány, è diventato un montatore a sua volta.

## Filmografia parziale

### Cinema
- Le campane sono partite per Roma (A harangok Rómába mentek) (1958)
- Tre stelle (Három csillag), co-regia di Zoltan Varkonyi e Karoly Wiedermann (1960)
- Sciogliere e legare (Oldás és kötés) (1963)
- Sono venuto così (Így jöttem) (1965)
- I disperati di Sándor (Szegénylegények) (1966)
- L'armata a cavallo (Csillagosok, katonák) (1967)
- Silenzio e grido (Csend és kiáltás) (1968)
- Venti lucenti (Fényes szelek)  (1969)
- Scirocco d'inverno (Sirokkó) (1969)
- La pacifista (1970)
- Agnus Dei (Égi bárány)  (1971)
- Salmo rosso (Még kér a nép)  (1972)
- Elettra, amore mio (Szerelmem, Elektra) (1974)
- Vizi privati, pubbliche virtù  (1976)
- Rapsodia ungherese (Magyar rapszódia) (1979)
- Allegro barbaro (1979)
- Il cuore del tiranno (A zsarnok szíve, avagy Boccaccio Magyarországon) (1981)
- L'aube (1985)
- La stagione dei mostri (Szörnyek évadja) (1987)
- Jézus Krisztus horoszkópja (1989)
- Isten hátrafelé megy (1991)
- Kék Duna keringő, co-regia di István Márton (1992)
- A nagy agyhalá, episodio del film Szeressük egymást, gyerekek! (1996)
- A Pest il Signore mi ha messo una lanterna nelle mani (Nekem lámpást adott kezembe az Úr, Pesten) (1999)
- Anyád! A szúnyogok, co-regia di István Márton (2000)
- Utolsó vacsora az Arabs Szürkénél, co-regia di István Márton (2001)
- Kelj fel, komám, ne aludjál, co-regia di István Márton (2002)
- A mohácsi vész (2004)
- Ede megevé ebédem, co-regia di István Márton (2006)
- Oda az igazság (2010)

### Televisione
- La tecnica e il rito - film TV (1972)
- Roma rivuole Cesare - film TV (1974)
- Omega, Omega, Omega - documentario (1984)